# Île à Pinard
Pour les articles homonymes, voir Pinard.
L'île à Pinard est une île du fleuve Saint-Laurent située dans parc national des Îles-de-Boucherville, au nord-est de Montréal au Canada.

## Géographie
De forme triangulaire, l'île à Pinard fait 1 500 m de longueur et 700 m de largeur maximales. Elle est située dans le fleuve Saint-Laurent au nord-est de l'île de Montréal. Elle fait partie des Îles de Boucherville, séparée au nord de l'île de la Commune par le chenal de l'Île à Pinard, à l'ouest des Grandes Battures Tailhandier par le chenal du Courant, au sud de l'île Sainte-Marguerite par le chenal Grande Rivière et de l'île Saint-Jean par le chenal Bras-Nord. Elle est reliée aux îles de la Commune et Sainte-Marguerite par deux passerelles (en plus du bac à cable qui assure le passage entre Sainte-Marguerite et Pinard).

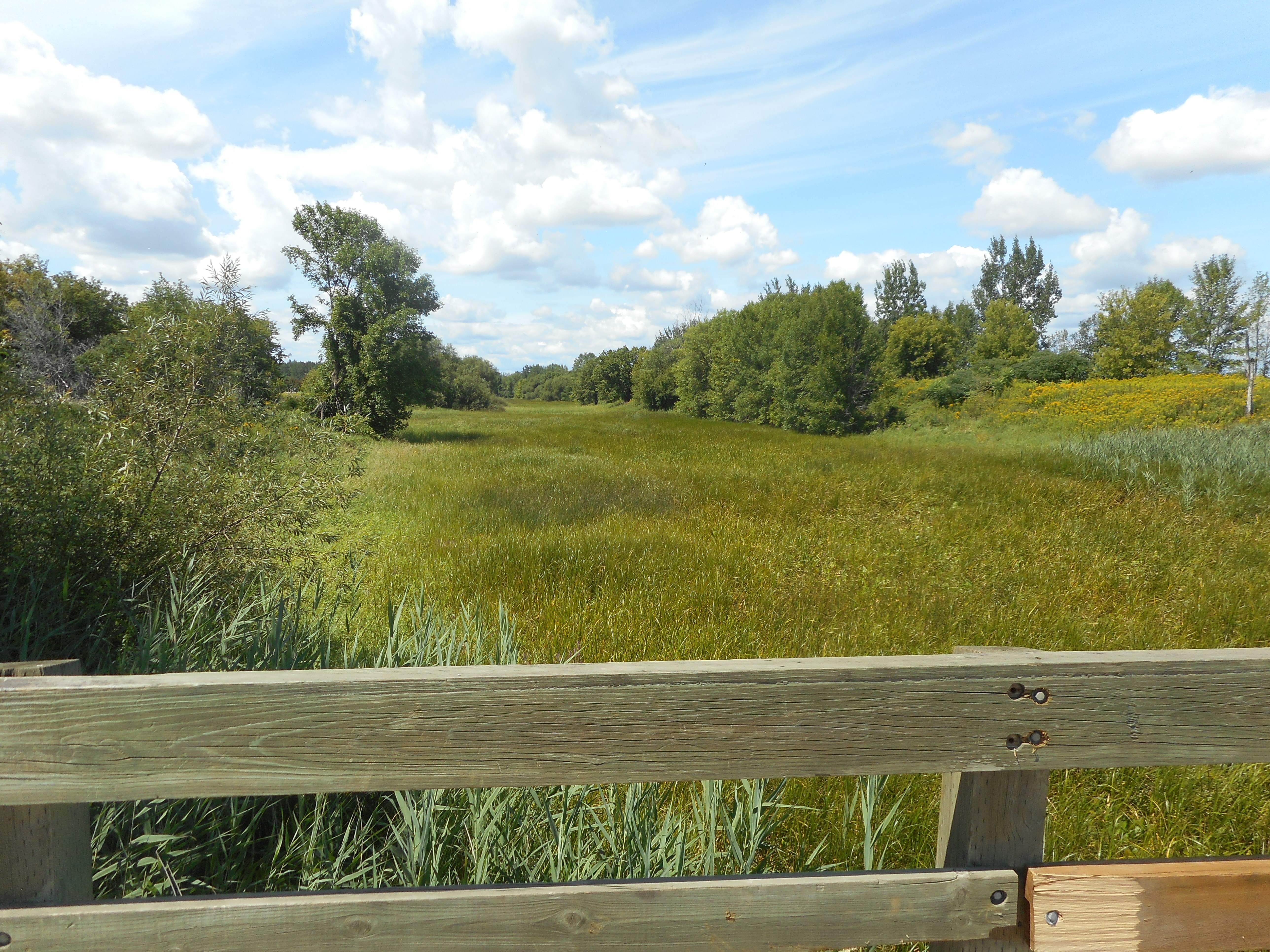
Le chenal à Pinard en été, séparant l'île à Pinard de l'île de la Commune.
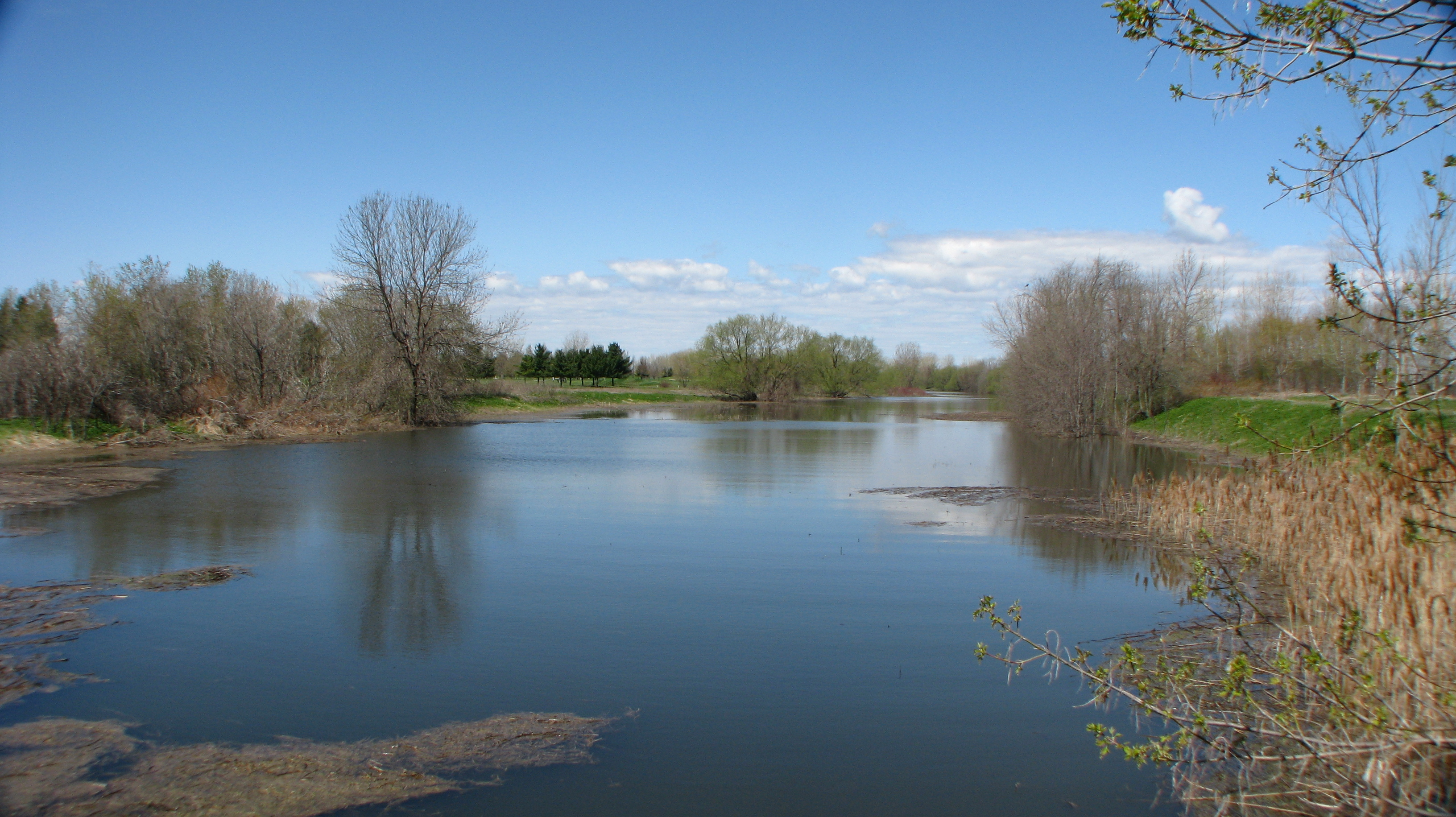
Le chenal à Pinard inondé au mois de mai.
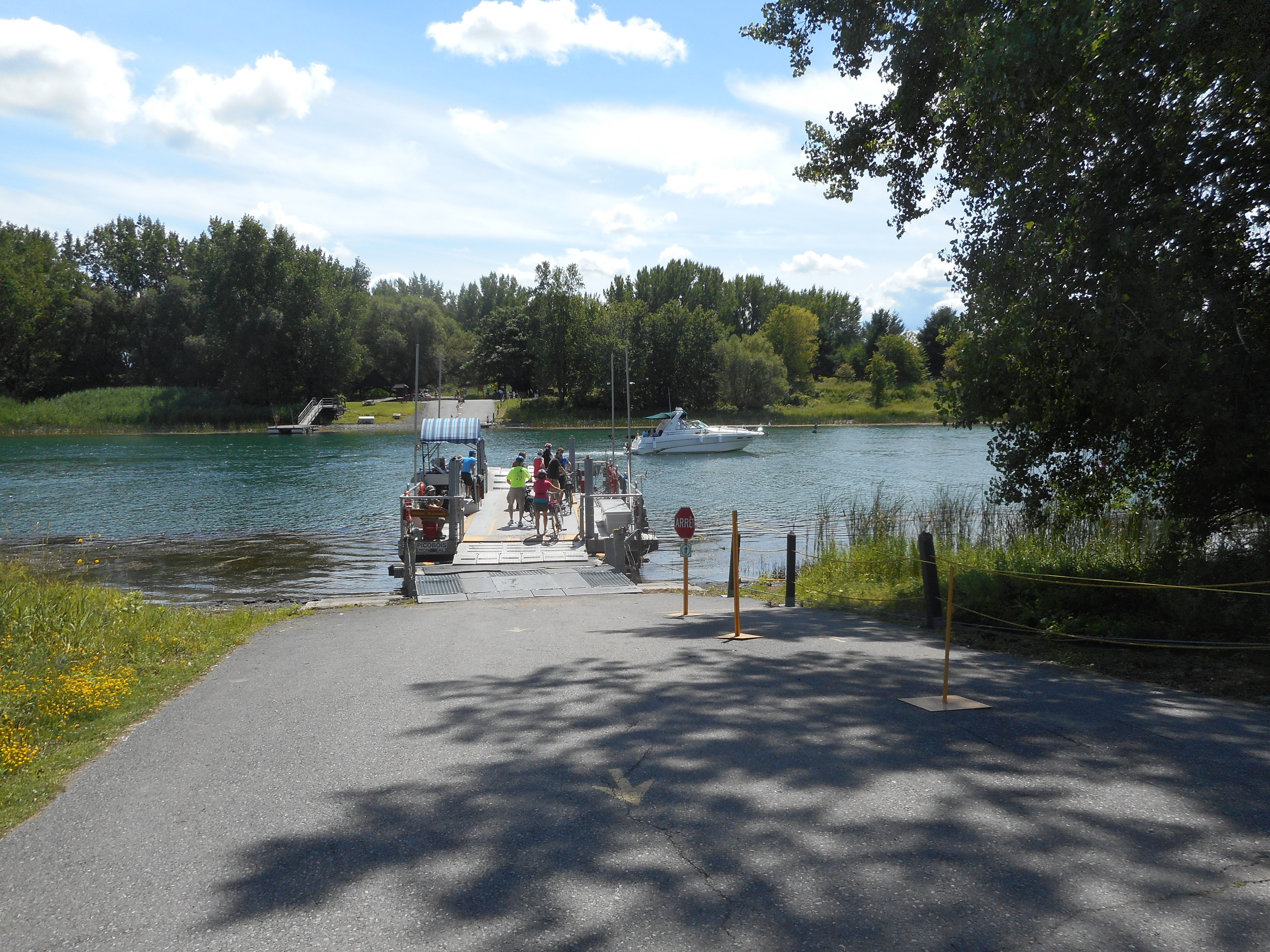
Le bac à cable entre l'île Pinard et l'île Sainte-Marguerite (sur l'autre rive).

L'île se trouve sur la rive-Sud de Montréal à l'ouest de la ville de Boucherville à laquelle elle est administrativement rattachée.

## Histoire
En 1984, le parc national des Îles-de-Boucherville est créé englobant l'île à Pinard. Le golf des Îles, aménagé sur presque la totalité de l'île à Pinard, a ouvert ses portes en 1991,.